# Pearl Hart
Pearl Taylor (1871. – 1956.), poznatija kao Pearl Hart, bila je američka odmetnica i, kasnije, suradnica magazina Cosmopolitan.

## Rani život i feministički utjecaji
Rođena je 1871. u Lindsayju (Ontario, Kanada) u obitelji francuskog podrijetla. Kao mladu, privlačili su je stariji muškarci pa je imala mnogo neuspješnih veza s alkoholičarima i kriminalcima. Nakon internata, u šesnaestoj godini, upoznala je jednog muškarca i ubrzo zatrudnila. Na kraju se vratila majci jer ju je muž fizički zlostavljao. 1893. doselila se u Chicago (Illinois). Tamo je vidjela poznatu žensku zabavljačicu i performericu Annie Oakley koja joj je dala dodatnu inspiraciju. Pohađala je i govore slavne feministkinje Julie Ward Howe. Zadivljena snovima o emancipaciji žena, sama se vlakom uputila u Trinidad (Colorado) gdje je postala popularna barska pjevačica. Bilo je i glasina da radi kao prostitutka (ona ih nikad nije opovrgla!).

## Život u kriminalu
Sastavši se s prvim mužem u Phoenixu (Arizona), započela je ponovni život u bračnoj zajednici. Naravno, nije dugo potrajao. Naime, nakon pretrpljenog zlostavljanja i silovanja vratila se u majčinu rodnu kuću, u Ohio. Na kraju se konačno smjestila u Globeu (Arizona), gradu istočno od Phoenixa. Tamo je upoznala Joea Boota koji je već dugo vremena planirao pljačku vlaka. Činjenica da joj je majka ozbiljno bolesna i djeca gladna, natjerala ju je da se udruži s Bootom. 30. svibnja 1899. dvojac je zarobio trojicu čuvara, ukrao jedan revolver i 430 am. dolara. Pearl je nakon pljačke postala zvijezda čije je ime osvanulo na svjetskim naslovnicama. Inače se oblačila kao muškarac da bi ostavila što snažniji dojam i pokazala moć svoga autoriteta. No, ustvari je bila ovisnica o marihuani.

## Zatvorski dani i bijeg
4. lipnja uhićena je, zajedno s Bootom, izvan Bensona (Arizona). Iz zatvora Florence prebačena je u zatvor u Tucsonu gdje je promicala prava žena. Ubrzo je pobjegla. Dobila je potporu Josephine Brawley Hughes, novinarke feministkinje, koja ju je žestoko branila u svojim kolumnama u The Arizona Daily Star.
Prije samog bijega, Pearl je surađivala s Cosmopolitanom što ju je, na kraju, stajalo slobode. Naime, tijekom boravka u Demingu (Novi Meksiko) prepoznao ju je policajac George Scarborough, inače vjerni čitatelj Cosmopolitana. Uhićena je i osuđena na 5 godina zatvora u Yumi. Tijekom tamošnjeg boravka, postala je ovisnica o morfiju. To su iskoristili novinari kojima je poslužila kao hrana za svakodnevne izvještaje. S tim postupcima novinara nije se složio Paul Hull, urednik jednih arizonskih novina, te je zbog simpatije prema Pearl zabranio takve članke.

## Miran život
Nakon odsluženja kazne, konačno je započela mirniji život. Udala se za jednog rančera i posvetila mu svojih sljedećih 50 godina života. Skrasili su se u Dripping Springsu (Arizona) gdje je ona pod imenom Pearl Bywater skrivala svoj pravi identitet.

## Otkriveni identitet
Tek je 1940. novinarka Clara Wooly slučajno otkrila njenu tajnu, no sporazumno se s njom dogovorila i obećala da tajnu neće obznaniti.

## Smrt
Pearl Hart je umrla 1956. nakon mirno provedene starosti vrtlareći i pišući dnevnik.